# Feketegarami Erdei Vasút
Koordináták: é. sz. 48° 44′ 46″, k. h. 19° 39′ 28″48.746111°N 19.657778°E
A Feketegarami Erdei Vasút (szlovákul Čiernohronská železnica, ČHŽ) kisvasút Szlovákiában, a Besztercebányai kerületben, a Breznóbányai járásban.

## Története
A Gömör–Szepesi-érchegységben fekvő Fekete Garam Vasúton (F. G. V.)  1909-ben kezdődött meg a forgalom a feketebalogi fűrésztelep és Kisgaram között. Az I. világháború során orosz hadifoglyok építették tovább a végül már 131,98 km-es faszállító hálózatot. A személyszállítás 1927. július 19-én kezdődött Kisgaram és Feketebalog között. A forgalom az 1960-as évektől folyamatosan esett. Az egyre rövidülő hálózat utolsó szakaszát 1982-ben zárták be. 1992-ben indult újra mint múzeumvasút. 1995-ben a Fekete-Garam Mikrorégió községtársulás lett a tulajdonosa. 2001-től a Feketegarami Vasút (Čiernohronská železnica) nonprofit szervezet üzemelteti. 
Jelenleg a Fekete-Garam völgyében halad Henrikteleptől, Zólyombrézó külvárosától délkeletre Feketebalogig, majd elágazik. Az egyik szakasz a Vidra-patak völgyében délnyugati irányban a vidrási erdészeti skanzen felé halad, a másik délnyugatra Dobrocs felé.

## Az állomások képei

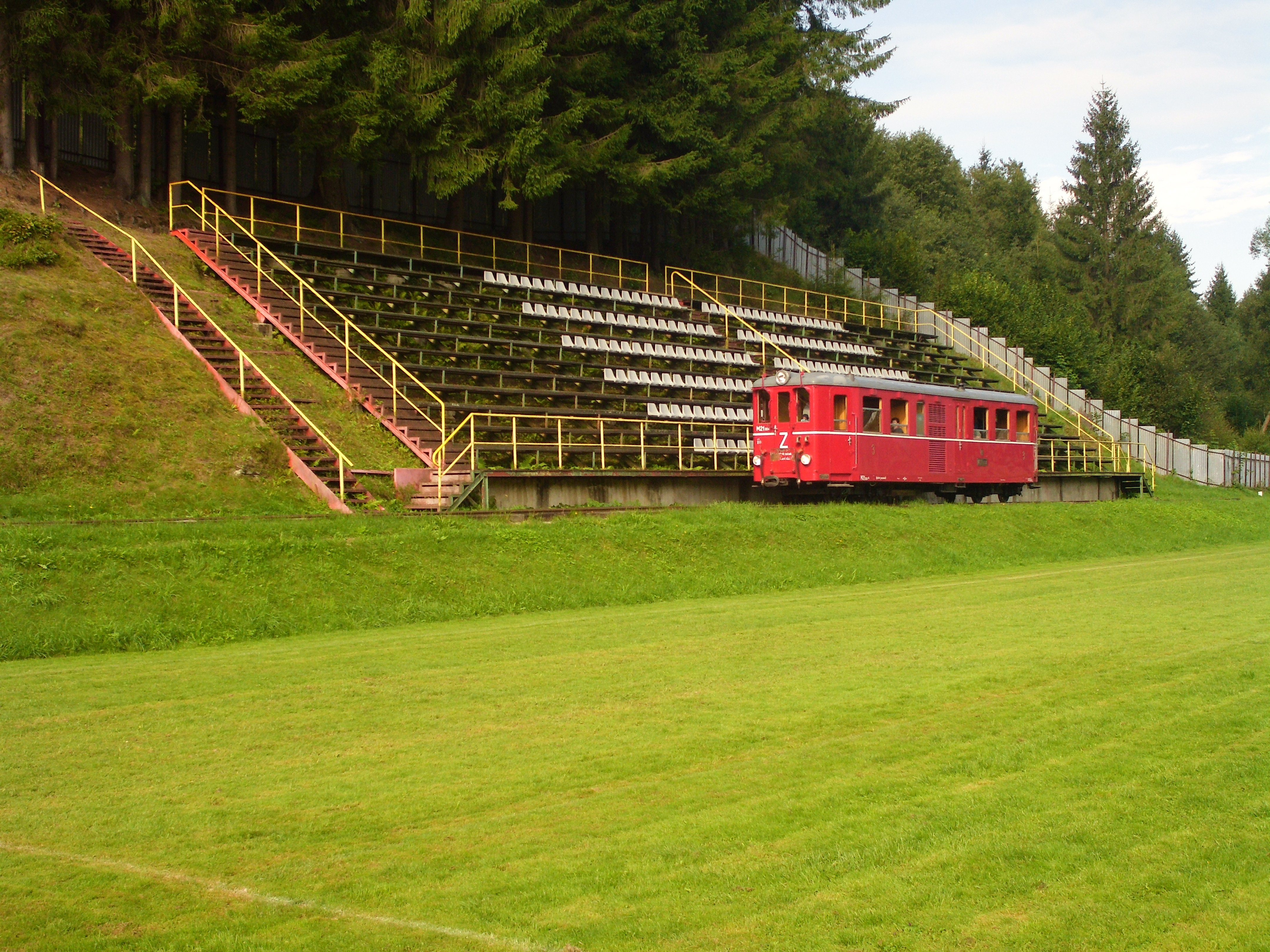
Dobrocs sportpálya
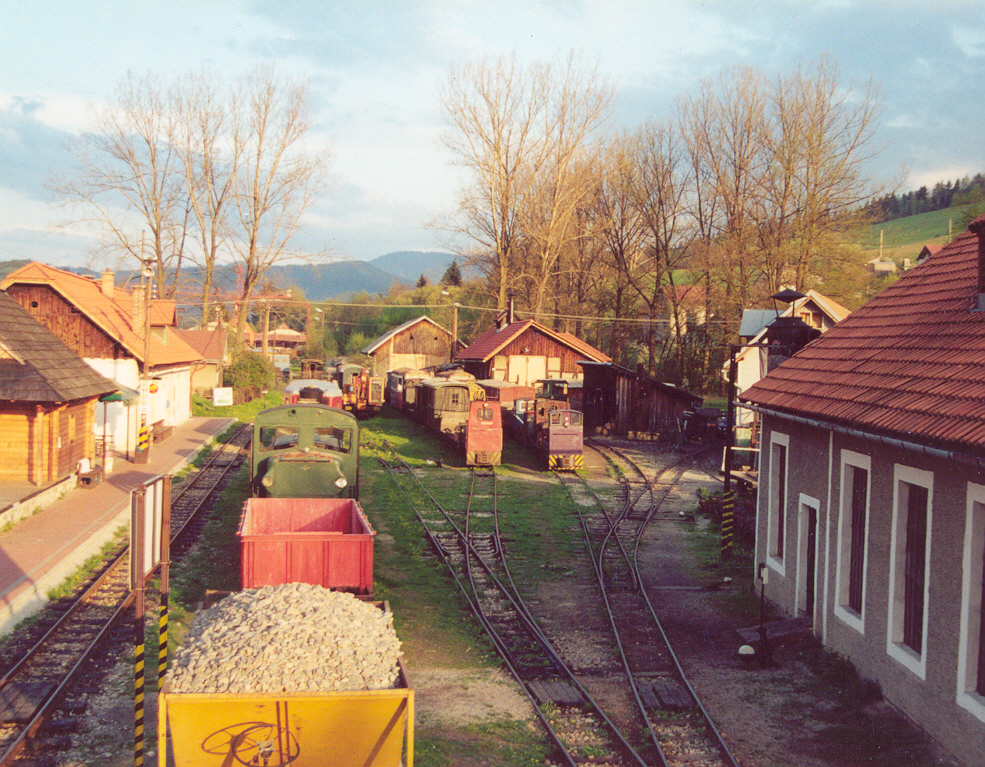
Feketebalog
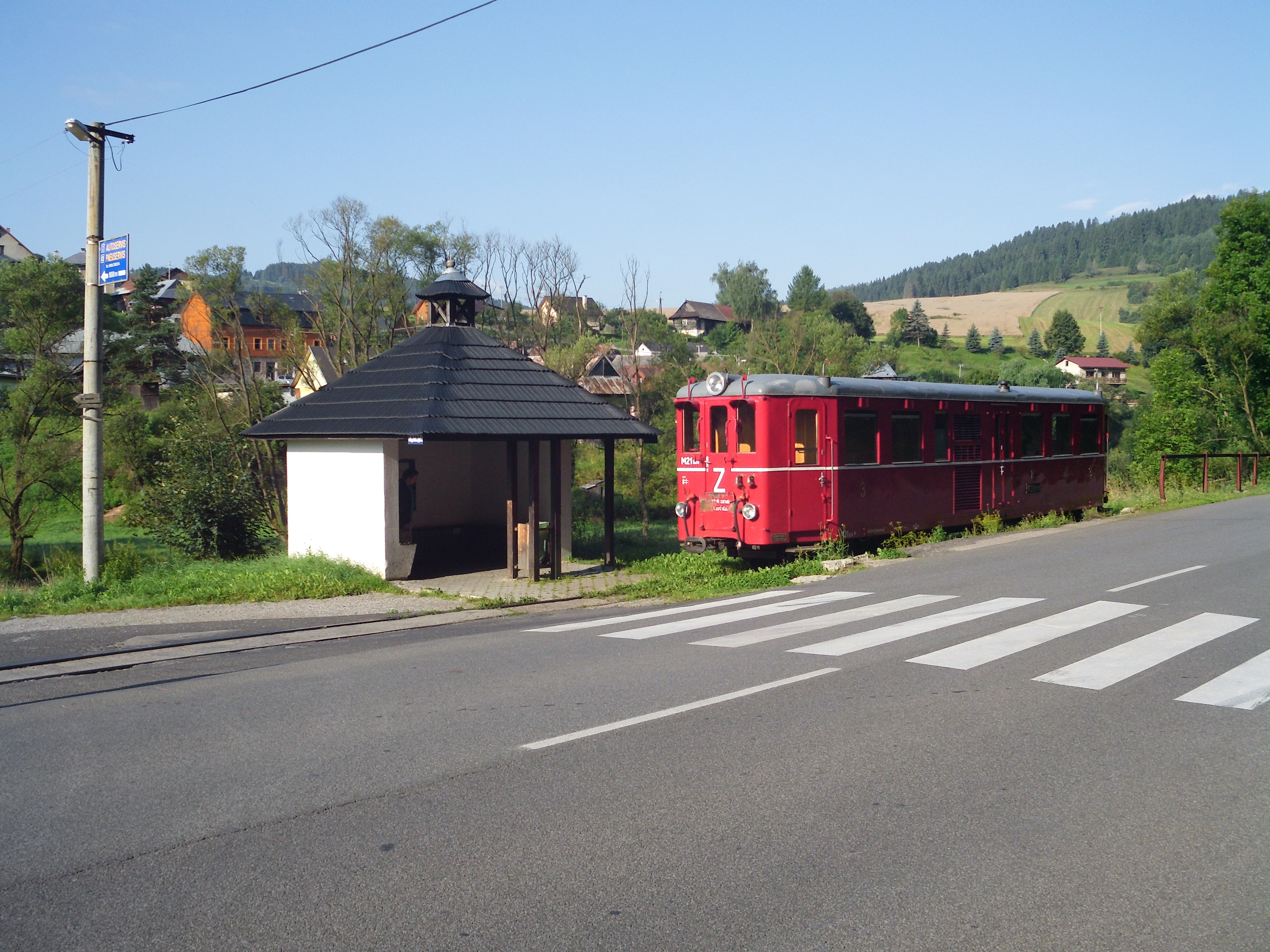
Karám
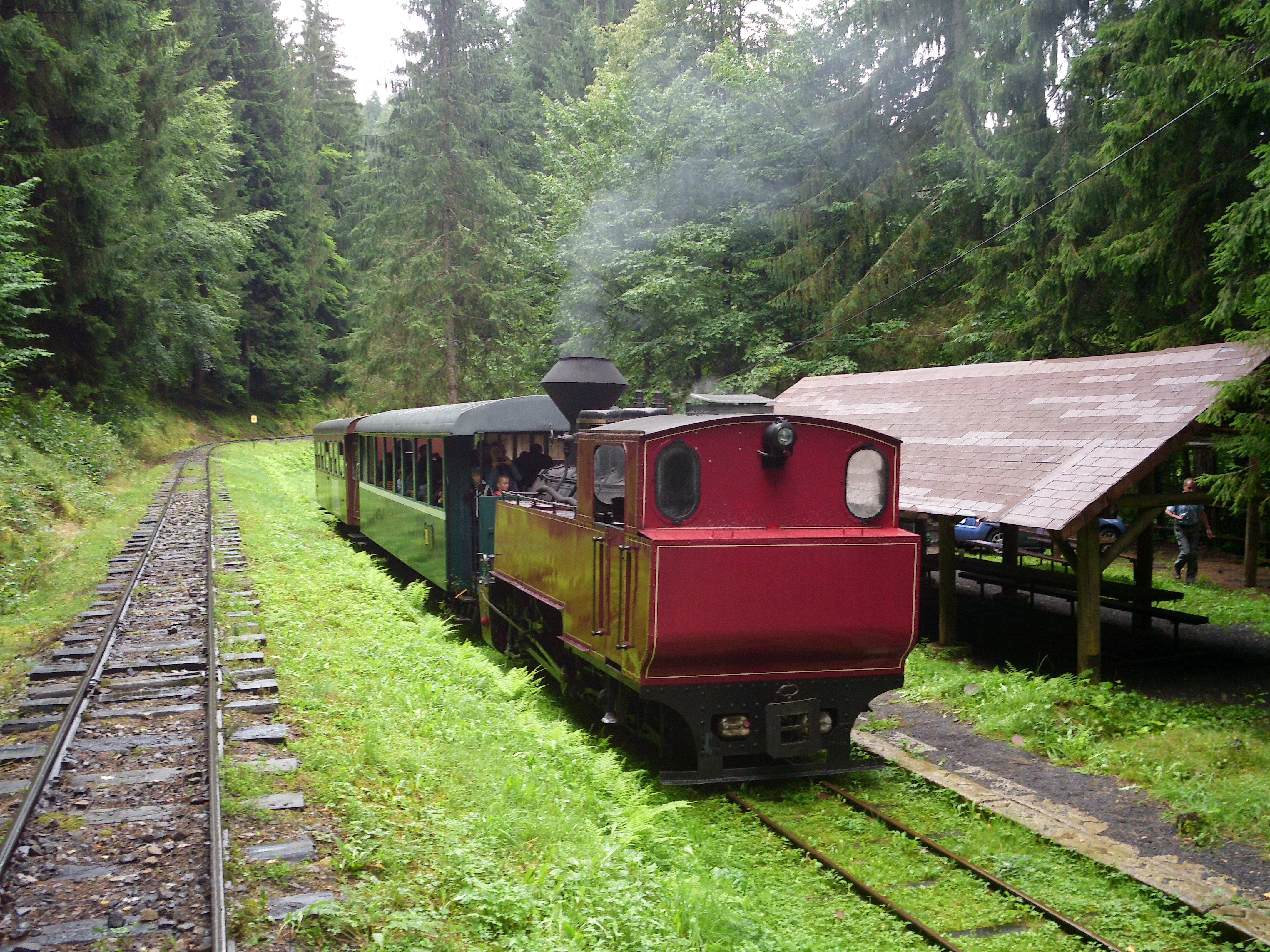
Szentjános
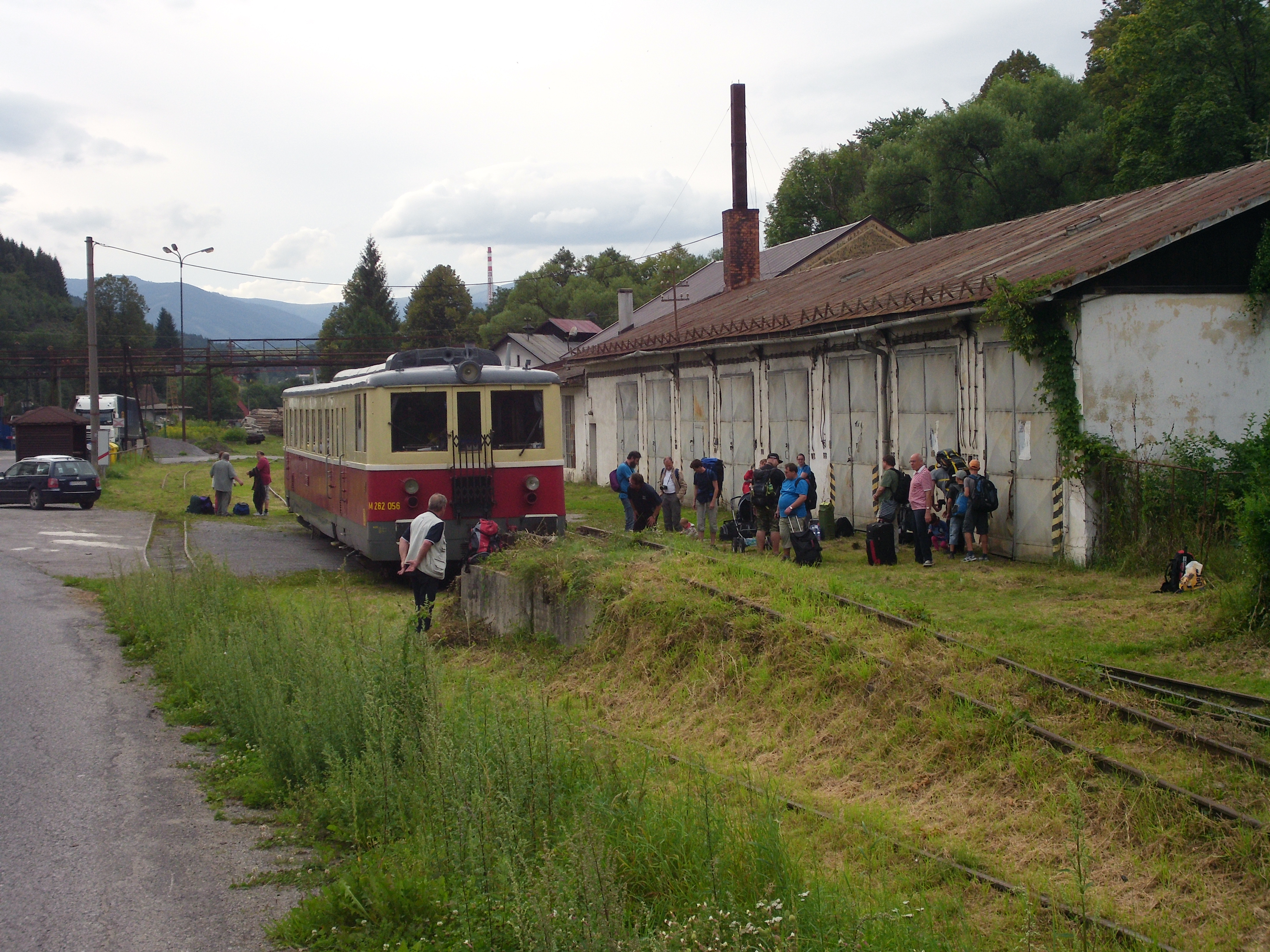
Kisgaram
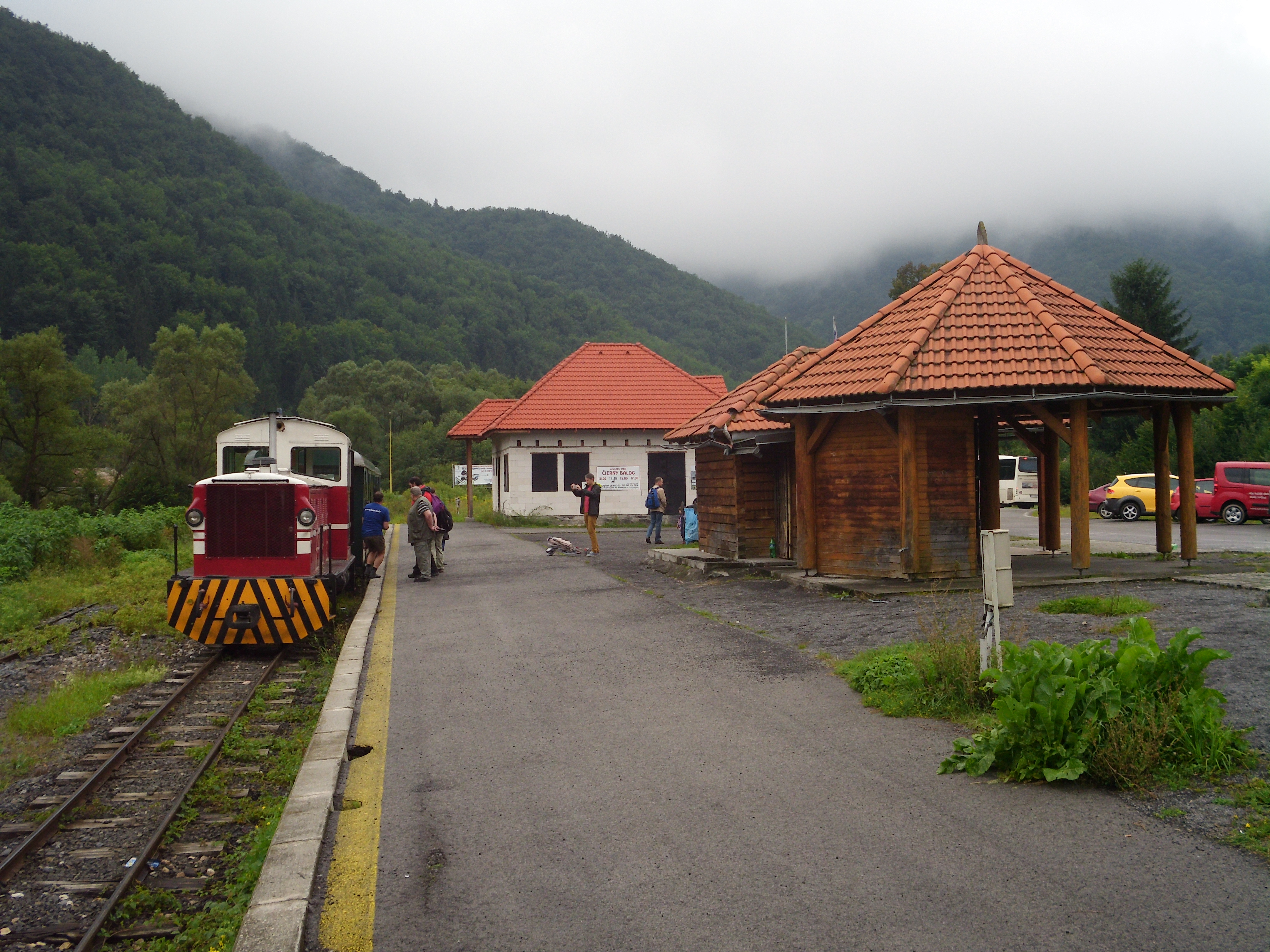
Henriktelep

## Külső hivatkozások
- Honlap
- bahnbilder.de galéria
- Fotóválogatás
- Kalandozás a Feketegaram völgyében – Vonat Magazin.blog.hu, 2012. május 5.
- Százéves a feketebalogi kisvasút – Háromszék.ro, 2009. augusztus 1.
- Kisvasút a Fekete-Garam völgyében – Jakadam.hu, 2004. június 25.